# 處決者
處決者（英語：Executioner），漫威漫畫中的虛構漫畫角色，本名為史克吉（Skurge），是一名超級反派。由作家史丹·李、漫畫家傑克·科比所創造。

## 能力
史克吉是一名強悍的阿斯嘉戰士，具有阿斯嘉人天生的超級力量、耐力，並因巨人血統因素使他有優於一般阿斯嘉人的能力，使其戰鬥力在北歐諸神中名列前茅。同時他也是武器專家，主要武器為一把魔法斧，並可使用魔法增強戰鬥力。

## 其他媒體

### 動畫
- 《Q版大英雄》：由特拉維斯·威林厄姆配音[1]。

### 電影
- 漫威電影宇宙
  - 《雷神索爾3：諸神黃昏》（2017年）：由卡爾·厄本飾演[2]，在海姆達爾失蹤後接管彩虹橋。

### 遊戲
- 《MARVEL未來之戰》：手機遊戲，史克吉是玩家可使用角色之一。
- 《漫威超級戰爭》：手機遊戲，史克吉是玩家可使用角色之一。